# Федосова, Екатерина Ивановна
Екатери́на Ива́новна Федо́сова — советский инженер-конструктор металлообрабатывающих станков, лауреат Сталинской премии (1951).

## Биография
В 1940—1970-х годах работала на Московском станкостроительном заводе «Красный Пролетарий» инженером-конструктором, затем старшим конструктором. Участвовала в создании нового токарно-винторезного электро-копировального станка. Такие станки были оборудованы коробками скоростей, позволяющими быструю перемену чисел оборотов обрабатываемого изделия, и более совершенными коробками подач.
Впоследствии руководила Вычислительным центром завода, избиралась секретарём парткома завода (в 1960-х годах).

## Награды и премии
- Сталинская премия второй степени (1951) — за разработку токарно-винторезного электро-копировального станка новой конструкции (совместно с В. Т. Левшуновым, Э. А. Анненбергом, А. П. Федоровским, А. С. Костюниным, В. В. Марининым и Е. А. Беляковым)[2]